# Heterococcus abludens
Heterococcus abludens är en insektsart som beskrevs av Borchsenius 1962. Heterococcus abludens ingår i släktet Heterococcus och familjen ullsköldlöss. Inga underarter finns listade i Catalogue of Life.